# Pedro Carmona
Pour les articles homonymes, voir Pedro Carmona (poète) et Carmona.
Pedro Carmona Estanga, né le 6 juillet 1941 à Barquisimeto, est un entrepreneur vénézuélien qui a pris le pouvoir durant 47 heures dans le coup d'État de 2002 au Venezuela contre le président vénézuélien Hugo Chávez le 11 avril 2002.

## Biographie
Il se trouve maintenant en exil en Colombie, bénéficiant de l'asile politique, après avoir fui la justice vénézuélienne. Il travaille actuellement en tant que professeur à l'université.

## Le coup d'État de 2002
Pendant son passage au pouvoir, Carmona a :
- annoncé la dissolution de l'Assemblée nationale et promis des élections législatives pour décembre 2002 ;
- promis une élection présidentielle dans l'année ;
- déclaré l'annulation de la constitution de 1999 introduite par Hugo Chavez ;
- promis un retour au système parlementaire bicaméral ;
- annoncé l'annulation de 49 lois qui donnaient au gouvernement un plus grand contrôle sur l'économie ;
- annoncé le rétablissement du général en retraite Guaicaipuro Lameda comme président de la compagnie PDVSA ;
- annoncé le renvoi des juges du Tribunal suprême de justice.